# William Lloyd Warner
William Lloyd Warner, född 1898 i Redlands i Kalifornien, död 1970, var en amerikansk sociolog och antropolog.

## Verk
- Structure of American Life (1952)
- The Living and the Dead. A Study of the Symbolic Life of Americans (1959)
- Democracy in Jonesville. A Study of Quality and Inequality (1949)
- Who Shall Be Educated? The Challenge of Unequal Opportunities (1944)
- The Social System of Modern Factory. The Strike. A Social Analysis. (1947)
- The Social Life of Modern Community (1941)
- The Status Systems of a Modern Community (1942)
- Social Class in America. A Manual of Procedure for the Measurement of Social Status (1949)
- The Social System of American Ethnic Groups (1945)
- A Black Civilization. A Study of an Australian Tribe (1937)